# Rumtek
Rumtek (nazywany również Centrum Dharmaczakry) – największy buddyjski kompleks świątynny w Indiach. Znajduje się w częściowo zamkniętym dla turystów regionie – Sikkimie – na północy Indii. 
Zbudowany w XVI wieku roku przez zwierzchnika szkoły Karma Kagyu buddyzmu tybetańskiego IX Karmapę Łanczuk Dordże, Rumtek przez pewien czas spełniał funkcję głównej siedziby Karmapów w Sikkimie, jednak kiedy XVI Karmapa Rangdziung Rigpe Dordże przybył do Sikkimu w 1959 roku, uciekając z Tybetu po upadku antychińskiego powstania, zastał siedzibę w ruinach. Mimo że oferowano mu inne lokalizacje, Karmapa zdecydował się odbudować Rumtek (2 km od ruin klasztoru zbudowanego przez Karmapę IX). Dzięki pomocy i hojności sikkimskiej rodziny królewskiej i rządu Indii, miejsce zostało zbudowane przez XVI Karmapę jako jego główna siedziba na wygnaniu. 
Rumtek znajduje się 24 km od Gangtok, stolicy Sikkimu, na wysokości około 1500 m n.p.m.